# Karolina Fortin
Karolina Fortin (カロリーナ・フォルタン; sinh ngày 17 tháng 6 năm 1991 tại Warszawa, Ba Lan) là một Nữ Lưu kì sĩ người Ba Lan. Cô là người đầu tiên không phải là người Nhật trở thành kì thủ Shogi chuyên nghiệp vào ngày 1/10/2015

## Tiểu sử
Karolina Fortin bắt đầu chơi cờ shōgi khi còn là thiếu niên sau khi nhìn thấy trò chơi này được miêu tả trong một bộ truyện tranh của Nhật Bản, là Naruto. Cô học luật chơi trên Internet, sau đó bắt đầu nghiên cứu bằng cách sử dụng tài liệu trên Internet và qua các video.
Cô bắt đầu chơi Shogi trực tuyến tại trang web có tên 81 Dojo, nơi mà lối chơi mạnh mẽ của cô ngay sau đó đã được chú ý bởi nữ tuyển thủ chuyên nghiệp, Kitao Madoka. Kitao đã rất ấn tượng bởi kỹ năng của Karolina và mời cô đến Nhật Bản 2 tuần để học Shogi vào năm 2011. Sau khi tới Tokyo, Karolina đã được kiểm tra tại trụ sở của Hiệp hội Shōgi Nhật Bản và được trao cấp bậc 4-dan nghiệp dư.
Styczyńska đã được mời tham gia giải đấu với tư cách là một đại diện không đến từ Nhật Bản ở Tokyo ở vòng loại của Nữ Lưu Vương Tọa chiến lần thứ 2 vào ngày 19 tháng 5 năm 2012. Mặc dù không vượt qua được vòng loại, cô đã trở thành tuyển thủ nghiệp dư không phải người Nhật đầu tiên đánh bại một nữ tuyển thủ chuyên nghiệp trong một trận đấu chính thức.
Cô lại một lần nữa được lựa chọn làm đại diện không phải người Nhật cho Ricoh Cup Women's Oza Tournament lần thứ ba được tổ chức vào tháng 5 năm 2013. Cũng giống như năm trước đó, cô không thể tiến xa hơn vòng loại, nhưng vẫn tiếp tục đánh bại một nữ tuyển thủ chuyên nghiệp khác lần thứ hai.
Vào tháng 6 năm 2013, Styczyńska trở thành tuyển thủ nữ đầu tiên không phải người Nhật được chấp nhận vào một trong những nhóm luyện tập của Hiệp hội Shōgi Nhật Bản. Bài kiểm tra của cô bao gồm tám trận đấu với các thành viên của các nhóm tập khác nhau, và cô hoàn thành với kết quả 3 thắng 5 thua. Dựa vào kết quả trên và năng lực của đối thủ của cô, Hiệp hội đã chấp nhận cho cô vào nhóm luyện tập bậc C2. Việc tham dự vào nhóm C2 này đã bị trì hoãn đến tháng 10, do cô phải quay trở lại Ba Lan để tốt nghiệp Đại học. Ngày 1 tháng 10, cô chính thức bắt đầu tham gia luyện tập trong nhóm C2.
Styczyńska được nâng lên C1 trong nhóm luyện tập vào tháng 6 năm 2015, cho phép cô được xếp hạng tuyển thủ nữ bậc 3-kyū tạm thời. Cô đã gửi yêu cầu chính thức để được nhận thứ hạng đó và cô chính thức được thăng cấp vào ngày 1 tháng 10 năm 2015. Cô đã được nâng lên hạng 2-kyū vào ngày 20 tháng 2 năm 2017, do đó trở thành người không phải người Nhật Bản đầu tiên —kể cả nam hay nữ—được trao tặng tư cách kỳ thủ shogi chuyên nghiệp chính thức.

### Đời tư
Styczyńska hiện là một sinh viên đã tốt nghiệp tại Đại học Yamanashi Gakuin và đang sống ở Kōfu, Yamanashi. Sở thích của cô là máy vi tính, truyện tranh và âm nhạc.

## Xuất hiện trên các phương tiện truyền thông
Styczyńska là một trong ba đối thủ được lựa chọn để chơi với nhà vô địch cúp NHK lần thứ 62 Akira Watanabe trong sự kiện2014 New Year's Shogi Special của NHK-E
Cô cũng đảm nhiệm vị trí bình luận viên hỗ trợ cho kênh Niconico của Dwango cho chương trình phát sóng Ván thứ hai của trận chung kết giải Eiou Championship lần thứ hai vào tháng 12 năm 2016.

## Kết quả thi đấu chính

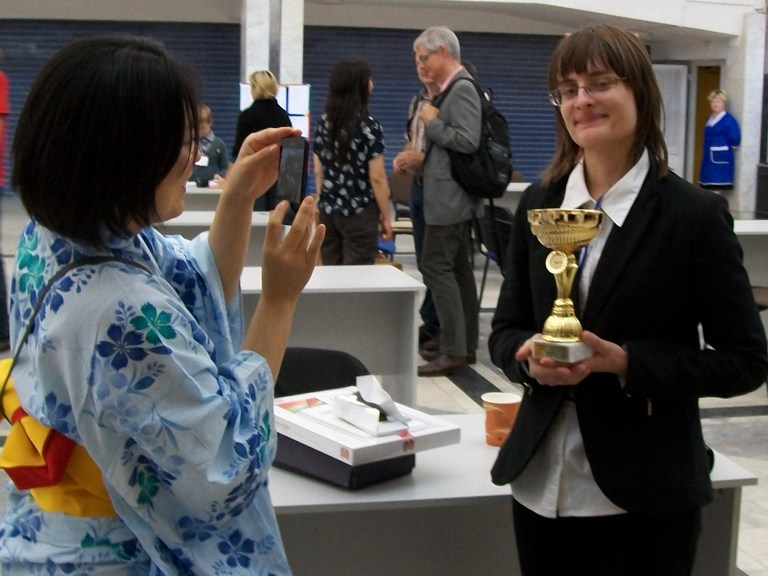
Styczyńska cầm cúp vô địch châu Âu. Bên trái cô là kỳ thủ shogi Nhật Bản Kitao Madoka

| Năm      | Phân loại | Giải đấu                                             | Hạng            | Tài liệu tham khảo |
| -------- | --------- | ---------------------------------------------------- | --------------- | ------------------ |
| Năm 2009 | Nghiệp dư | European Championship, World Shogi Open Championship | 15              | [ 23 ]             |
| Năm 2010 | Nghiệp dư | European Championship, World Shogi Open Championship | 5               | [ 24 ]             |
| 2011     | Nghiệp dư | European Championship, World Shogi Open Championship | 11              | [ 25 ]             |
| 2013     | Nghiệp dư | European Championship, World Shogi Open Championship | 4               | [ 26 ]             |
| 2013     | Nghiệp dư | 26th Japan Amateur Ryu-oh Tournament                 | Vòng loại sơ bộ | [ 14 ]             |
| 2014     | Nghiệp dư | European Championship, World Shogi Open Championship | 1               | [ 27 ]             |